# Phare d'Antíkyra
Le phare de Antíkyra est situé à l'entrée du port d'Antíkyra à l'est du golfe de Corinthe en Grèce. Il est mis en service en 2003.

## Caractéristiques
Le phare est une tour cylindrique de pierres, non peintes, dont le dôme de la lanterne est de couleur verte. Il s'élève à 10 mètres au-dessus des eaux du port d'Antíkyra.

## Codes internationaux
- ARLHS[1] : Néant
- NGA : 14833
- Admiralty[2] : E 3970

## Source
(en) [PDF] List of lights radio aids and fog signals - 2011 - The west coasts of Europe and Africa, the mediterranean sea, black sea an Azovskoye more (sea of Azov) (la liste des phares de l'Europe, selon la National Geospatial - Intelligence Agency)- Version 2011 - National Geospatial - Intelligence Agency - p. 257